# Kızıldamlar, Bilecik
Kızıldamlar là một xã thuộc thành phố Bilecik, tỉnh Bilecik, Thổ Nhĩ Kỳ. Dân số thời điểm năm 2011 là 289 người.